# Jägersee
Jägersee är en sjö i Österrike.   Den ligger i förbundslandet Salzburg, i den centrala delen av landet, 250 km väster om huvudstaden Wien. Jägersee ligger 1 099 meter över havet.
Trakten runt Jägersee består i huvudsak av gräsmarker. Runt Jägersee är det ganska glesbefolkat, med 21 invånare per kvadratkilometer.